# Luciano Juaristi Mendizábal
Luciano Juaristi Mendizábal (Azcoitia, 13 de diciembre de 1899) - ¿¿?? más conocido por el sobrenombre de Atano II fue un pelotari español de la especialidad de mano.
Luciano Juaristi fue el segundo de la saga de los hermanos Atano. Los hermanos Juaristi o los Atanos, como fueron más conocidos, formaron una dinastía de pelotaris de primer orden, ya que seis de ellos fueron pelotaris y otro más se dedicó a la confección de pelotas. El más famoso de ellos fue Mariano, Atano III, por el ser el tercero en debutar de los hermanos, considerado por muchos el mejor pelotari de la historia.  Atano IV y Atano VII, llegaron a ser finalistas del Campeonato de Parejas. Un sobrino de los hermanos Atano, Atano X, hijo de Atano I, llegaría a ser campeón del manomanista.

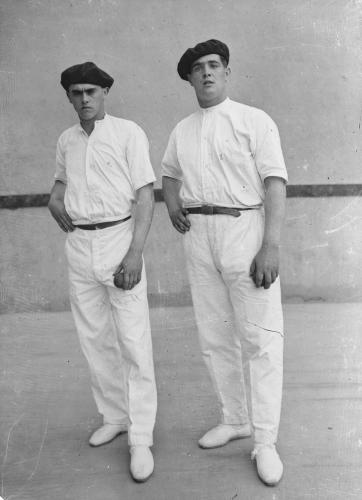
Atano III (izda.) y su hermano Atano II (dcha.) jugaron habitualmente como pareja. (1925)

Luciano jugó habitualmente como pareja de su hermano pequeño Atano III, el fenómeno de la pelota a mano. Ambos formaron una pareja considerada durante muchos años la número uno de la pelota a mano. Luciano era un zaguero tenaz y efectivo, posiblemente uno de los mejores de su tiempo, pero su figura quedó eclipsada por la de su hermano pequeño considerado uno de los mejores pelotaris de la historia. Por ello Atano II es recordado principalmente como la pareja habitual de Atano III durante la década de los años 1920 y comienzos de 1930.